# المجيرمة
المجيرمة قرية سعودية، تتبع مركز مجمع الطرق في محافظة الليث بمنطقة مكة المكرمة، تقع في شمال غرب مدينة الليث بمسافة نحو (30) كم ويسكنها قبيلة الاشراف الثعالبة الهاشميون.
و تمتاز بموسم صيد الصقور المهاجرة وشواطئها وبحرها الذي يمتاز بوفرة الصيد والخيرات ويتوافد إليها الزوار والمتنزهين من انحاء المملكة للتنزه والإستمتاع بجمال شواطئها الخلابة 

## = التاريخ
تعرف المجيرمة بمساحتها الواسعة وقد زارها الملك خالد بن عبد العزيز ال سعود لوفرة الصيد وتوجد إلى الآن اثاره من المسجد الذي كان يصلي فيه وتسمى المنطقة الذي كان فيها صبخة خالد (الخالدية)
وتسمى المجيرمة لكثرة اشجار الجرم
وكانت توجد الارانب والغزلان والمها العربي ولكنها انقرضت مع الزمن